# Ordenação X + Y
Em ciência da computação, ordenação X + Y é o problema de ordenação de pares de números por sua soma. Dados dois conjuntos finitos X e Y, o problema é ordenar todos os pares x ∈ X, y ∈ Y pela chave x + y. O problema é atribuído a Elwyn Berlekamp.
O problema pode ser resolvido usando ordenação por comparação em tempo O(nm log(nm)) para conjuntos de tamanhos n e m, ou O(n² log n²) = O(n² log n) quando é assumido que m = n. Este é também o melhor limite conhecido para o problema, mas se a ordenação X + Y pode ser feita estritamente mais rápida que a ordenação de números arbitrários n×m é um problema aberto.